# コッヘンラント
コッヘンラント（オランダ語: Koggenland）は、オランダの北ホラント州西フリースラント地方にある基礎自治体（ヘメーンテ）。2007年1月1日にオブダム (Obdam) とウェスター＝コッヘンラント (Wester-Koggenland) のふたつのヘメーンテが合併して生まれた。市名は、中世のコグ船（コッヘ）からとられた。

## 地区
| - アフェンホルン (Avenhorn) - ベルクハウト (Berkhout) - ベルクメール (Berkmeer) - ボデルデイク (Bobeldijk) - デ・ホールン (De Goorn) - フロストゥイゼン (Grosthuizen) - ヘンスブルク (Hensbroek) - オブダム (Obdam) - オーストメイゼン (Oostmijzen) | - アウデンデイク (Oudendijk) - ルステンブルフ (Rustenburg) - スハルワウデ (Scharwoude) - スピールデイク (Spierdijk) - ウルセム (Ursem) - ウォグメール (Wogmeer) - ゾイト＝スピールデイク (Zuid-Spierdijk) - ゾイデルメール (Zuidermeer) |